# Ernest Morató Vigorós
Ernest Morató i Vigorós (Calella, 15 de setembre de 1895 – Palafrugell, 30 de gener de 1990), barber, de professió, va col·laborar amb la premsa local i va participar activament en la vida col·lectiva de Calella i de Palafrugell. Es pot destacar la seva participació en la cooperativa l'Econòmica Palafrugellenca i en la recuperació de les havaneres. També formà part de diversos grups de cantaires, com el Port-Bo.

## Biografia
Ernest Morató Vigorós va néixer a Calella de Palafrugell el 15 de setembre de 1895, fill d'una família dedicada a les feines de la mar. Va dedicar-se a l'ofici de barber, i va treballar com a tal a Sabadell i a Palafrugell. El 1914 va ser cridat al servei militar i fou embarcat al cuirassat Pelayo. Al seu retorn del servei militar es casa amb Maria Albert Soto i s'instal·len a Calella on obrí una barberia, al carrer Pirroig. El matrimoni va tenir tres fills: Sebastià (1921), Carme (1923) i Maria (1925-1997).
Militant d'Esquerra Republicana, durant la Guerra Civil Espanyola va ser el delegat de l'Ajuntament de Palafrugell a Calella. També cal destacar la seva participació en la cooperativa l'Econòmica Palafrugellenca, que tenia una sucursal a Calella. Al final de la guerra s'exilià a França on hi va residir vuit anys. A la seva tornada va obrir junt amb la seva germana Ernestina un cafè a les Voltes de Calella. Al cafè eren habituals les tertúlies i les cantades.
La seva afició al cant l'havia portat a formar part de diferents cors. L'any 1966 prengué part en l'elaboració del llibre Calella de Palafrugell i les havaneres, junt amb Frederic Sirés, Francesc Alsius, Frederic Martí, Lluís Esteba, Josep Rovira i d'altres. Amb motiu de la publicació del llibre, l'any 1967, es va iniciar la celebració d'una cantada pública d'havaneres, la cantada d'havaneres de Calella de Palafrugell. Fundà junt amb Carles Mir i Josep Xicoira el grup d'havaneres Port-Bo. L'any 1984 publica Coses de Calella, un llibre on aplega els seus articles sobre fets, anècdotes i costums, en un intent de preservar-los, per preservar la Calella que coneixia.
Ernest Morató mor a Palafrugell el 30 de gener de 1990.

## Llegat
A finals de 1994 es crea a Palafrugell una fundació dedicada a l'estudi i divulgació de les havaneres, la qual escull el nom d'Ernest Morató com a tribut a la seva tasca de recuperació de les antigues havaneres i de cantaire, la Fundació Ernest Morató. El seu fons documental es conserva a l'Arxiu Municipal de Palafrugell.